# Puntius cataractae
Puntius cataractae is een  straalvinnige vissensoort uit de familie van karpers (Cyprinidae). De wetenschappelijke naam van de soort is voor het eerst geldig gepubliceerd in 1934 door Fowler.
De soort staat op de Rode Lijst van de IUCN als Kritiek, beoordelingsjaar 2021.